# استقبال (ادبیات)
استقبال در ادبیات به سرودن یک شعر بر وزن و قالب یک شعر(معمولاً معروف) دیگر گفته می شود. و اگر این تقلید همراه با طنز و شوخی باشد، نقیضه است.